# Ljusdal
Ljusdal – miasto w Szwecji nad rzeką Ljusnan, centrum administracyjne gminy Ljusdal w regionie Gävleborg. W 2017 roku zamieszkane przez 7282 mieszkańców. Przez miasto przebiega linia kolejowa Norra stambanan.
Ljusdal znane jest głównie z rozgrywanych w nim co roku od 1974 do 2008 roku Mistrzostw Świata w Bandy.